# Charata

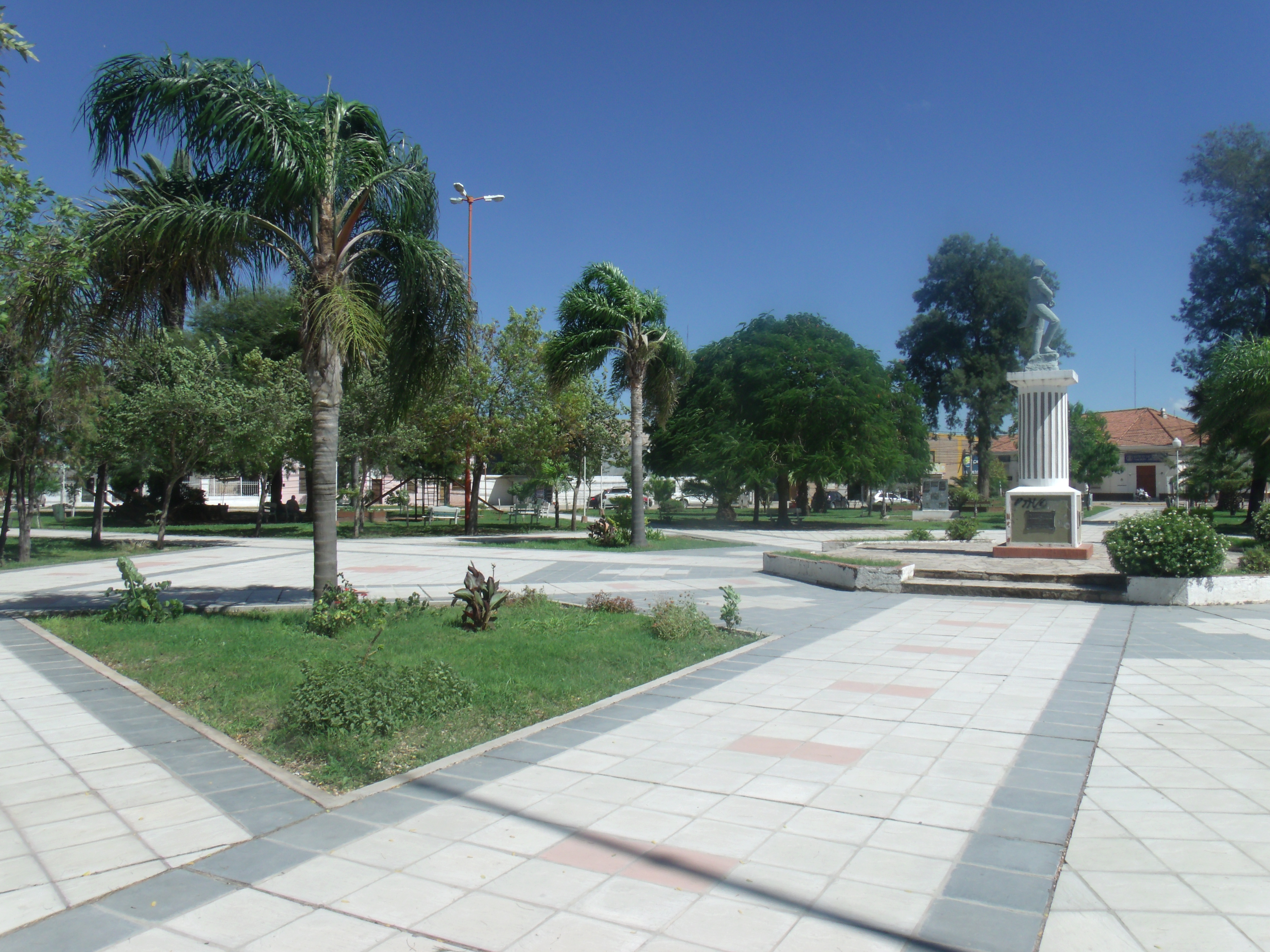
Plaza San Martín

Charata is een plaats in het Argentijnse bestuurlijke gebied Chacabuco in de provincie Chaco. De plaats telt 22.573 inwoners.